# Hans Strohofer
Hans Strohofer (* 13. Juli 1885 in Wien; † 17. Mai 1961 ebenda) war ein österreichischer Maler und Grafiker.

## Leben
Strohofer wurde am 13. Juli 1885 in Wien geboren. Er studierte an der Kunstgewerbeschule in Wien und war von 1908 bis 1910 Assistent von Koloman Moser. Er entwarf mehrere Briefmarken und Briefmarkenserien, wie beispielsweise die Briefmarke zum 25. Todestag von Anton Wildgans (Mi.Nr. 1033) und die Briefmarkenserie Österreichische Baudenkmäler. Außerdem skizzierte er mehrere Exlibris und malte eine Vielzahl an Aquarellen und Gemälden.

## Publikationen
- Aquarelle, Zeichnungen, Briefmarken. Österreichischer Bundesverlag für Unterricht, Wissenschaft und Kunst, Wien 1961.